# Ночь светла
«Ночь светла́» — российско-украинский художественный фильм, снятый в 2004 году режиссёром Романом Балаяном по сценарию Рустама Ибрагимбекова, написанному по мотивам рассказа А. Жовны «Эксперимент». На кинофестивале «Окно в Европу» (2004) картина получила приз имени Андрея Тарковского «За художественное воплощение высоких нравственных позиций».

## Сюжет
Действие фильма происходит в расположенном на речном берегу интернате для слепых, глухих и немых детей. Интернат почти домашний: там живут всего пять воспитанников. Штатный состав сотрудников учреждения невелик — в нём работают директор Зинаида Антоновна (Ирина Купченко), педагог-дефектолог Алексей (Андрей Кузичев), воспитатель Дмитрий (Алексей Панин) и завхоз Петрович (Владимир Гостюхин). В один из летних дней в интернате появляется практикантка Лика (Ольга Сутулова). Тема её научной работы связана с изучением психофизических особенностей слепоглухонемых детей, и в рамках своего исследования девушка пытается пробудить чувственность в неискушённых подростках. Новаторские приёмы Лики возмущают Зинаиду Антоновну. Вызвав практикантку в свой кабинет, она объявляет, что воспитанники интерната — не подопытные кролики для экспериментов, а потому Лике необходимо покинуть учреждение.
Алексей, у которого с практиканткой сложились романтические отношения, в знак протеста пишет заявление об увольнении. Но уйти из интерната вместе с Ликой он не может, потому что его внезапное исчезновение явно встревожит слепоглухонемую девочку Олю; отъезд откладывается до нормализации ситуации. Затем возникает следующее препятствие: Зинаида Антоновна увозит детей на отдых, оставляя в интернате лишь одного ребёнка — шестилетнего Витю. Алексею предложено побыть с мальчиком два-три дня, пока не вернётся готовый заменить его воспитатель Дмитрий. Отлучка Димы растягивается на месяц.
Всё это время дефектолог занимается с Витей и однажды испытывает настоящее ликование от осознания, что научился слышать ребёнка. После возвращения небольшого коллектива интерната с отдыха Алексей вновь начинает готовиться к отъезду. В тот момент, когда герой уже направляется с чемоданом к воротам, ему сообщают, что Витя исчез. Мальчика находят зацепившимся за ветку дерева: ребёнок, догадавшись об отъезде педагога, решил полететь вслед за ним, как птица. Глядя на него, Алексей понимает, что не сможет покинуть интернат и своих питомцев.

## Художественные особенности

### Место и время действия
По замечанию киноведа Виктора Матизена, в фильме практически отсутствуют какие-либо приметы времени, а потому события, происходящие на экране, с равным успехом могли развиваться и во второй половине XX века, и в начале XXI столетия. В картине нет никаких намёков на социум, территория интерната напоминает одновременно дворянское гнездо, сталинскую дачу и домик Чехова, а герои почти демонстративно отрешены «от большого мира». Съёмки проходили в детском лагере, и оператор Богдан Вержбицкий сумел создать образ «самодостаточного пространства»: его камера ни разу не покинула пределы элегически-отстранённого и замкнутого мира. Как написал в своей рецензии публицист Денис Горелов, «транзистор с футболом, календарь и мятые десятки на столе Петровича выглядят обременительным инопланетным вторжением в раёк мотыльков, мерцающих в свете настольной лампы».

### Герои
Образ директора интерната, созданный Ириной Купченко, в целом близок героиням таких советских фильмов, как «Доживём до понедельника», «А если это любовь?», «Чужие письма», — это холодноватая, суховатая, иногда жёсткая учительница, страдающая от одиночества и существующая с затаённой болью. В работе она безупречна, в жизни способна к «жертвенной любви». Внешне почти не проявляющая своих чувств, она умеет быть и страстной, и «стервозной». Так, в истории с изгнанием Лики присутствует не только протест Зинаиды Антоновны против эротических экспериментов практикантки, но её и женская ревность по отношению к Алексею. Весьма тонко героиня Ирины Купченко действует в ситуации с «возвращением» педагога-дефектолога в интернат: она специально отправляется с питомцами на отдых, чтобы оттянуть отъезд воспитателя и дать ему возможность привязаться к маленькому Вите. Психологический настрой Зинаиды Антоновны может меняться, но во всех состояниях она сохраняет признаки «дворянского благородства».
Педагог Алексей — это, по словам киноведа Андрея Плахова, единственный человек, способный по-настоящему слышать и чувствовать юных воспитанников. Герой, получивший извещение о поступлении в аспирантуру, вправе покинуть интернат; кроме того, его по-настоящему влечёт к себе уехавшая Лика. Внутренняя борьба молодого человека, решающего, что важнее — долг или чувство, — завершается выбором в пользу детей, которым без него будет тяжело. Свидетельством того, что решение Алексея идёт от сердца, является эпизод, в котором герой испытывает неподдельный восторг от понимания: он слышит Витю. На фоне его радости от педагогической победы блёкнут сцены, связанные с «любовными утехами» персонажей.
Появление в интернате Лики сродни вторжению инородного тела: она своей раскованностью и необычными педагогическими методиками способна разрушить созданную маленьким коллективом атмосферу тишины, теплоты и взаимной расположенности. Горячее стремление практикантки дать отрешённым от мира подросткам представление о любви вызывает гнев со стороны Зинаиды Антоновны, которая, позвонив в институт, узнаёт, что учёный совет не утвердил тему исследовательской работы девушки. Однако в финале фильма обнаруживается, что идеи, внедряемые Ликой, всё-таки нашли продолжение, и воплощает их сама директор: «После возвращения детей в интернат мы видим, как [воспитанник] Саша танцует романтический вальс с той самой слепоглухонемой партнёршей, которую именно практикантка предлагала ему обучать нежным чувствам».

### Кинематографическая перекличка
Как заметил Андрей Плахов, в фильме «Ночь светла», помимо заявленных в титрах персонажей, есть ещё один герой — возможно, главный. Это сам режиссёр. Роман Балаян создал в картине своеобразный дайджест из тех советских лент, в которых работал или которые были близки ему по духу; в ней он воплотил «собственные грёзы и воспоминания о старом кинематографе». Так, в фильме замечена отсылка к поэтике Сергея Параджанова, которого Балаян считает своим учителем. В определённые моменты (к примеру, в эпизоде с качелями) присутствуют «цитаты» из балаяновских «Полётов во сне и наяву». Заключительная сцена, во время которой звучит «Белеет парус одинокий», совпадает с концовкой картины Киры Муратовой «Долгие проводы». Почти демонстративная безучастность по отношению к современным реалиям сближает, по мнения Виктора Матизена, Балаяна с Сергеем Соловьёвым, который в фильме «Сто дней после детства» «сходным образом когда-то уходил от настоящего».
Её [картину] можно рассматривать как своего рода ремейк, соединяющий все ключевые мотивы авторского кино 60-70-х годов… Фильм не стесняется ни сентиментальности, ни слёз, ни повторов. Это почти дайджест того кино, которое осталось в прошлом веке, стало историей, классикой, почившим мамонтом.

## Отзывы и рецензии
Фильм вызвал неоднозначную реакцию критиков. Так, обозреватель издания «Время новостей» Станислав Ф. Ростоцкий, присутствовавший на 15-м фестивале «Кинотавр», писал, что мнения специалистов и зрителей разделились: одни увидели на экране тонкую, проникновенную ленту с гуманистическим посылом, другим «мелодраматические коллизии» в картине Балаяна показались не слишком убедительными. Литературный критик Лев Аннинский, посмотревший фильм в рамках кинофестиваля «Окно в Европу», признался, что «Ночь светла» оставила в нём «ощущение некоего кинообаяния», хотя в иные моменты создавалось впечатление, что представленная Балаяном история — «искусственная». В то же время Виктор Матизен весьма высоко оценил работу режиссёра:
Его ночь светла, и в ней виден прежний Балаян, все так же отстранённый от современной суеты и снова уверенный в том, что искусство должно существовать вдали от навязчивой конъюнктуры и злобы дня.

## В ролях
| Актёр              | Роль              |
| ------------------ | ----------------- |
| Андрей Кузичев     | Алексей           |
| Алексей Панин      | Дмитрий           |
| Ольга Сутулова     | Лика              |
| Ирина Купченко     | Зинаида Антоновна |
| Владимир Гостюхин  | Петрович          |
| Богдан Хижняк      | Саша              |
| Ольга Голица       | Оля               |
| Вадим Вавчук       | Витя              |
| Наталия Зеленецкая | Алиса             |
| Владислав Рогоча   | брат-близнец      |
| Вячеслав Рогоча    | брат-близнец      |
| Ольга Когут        | мать Вити         |

## Награды и номинации
- Кинофестиваль «Окно в Европу» (2004) — приз имени Андрея Тарковского «За художественное воплощение высоких нравственных позиций» и приз «За лучшую женскую роль» (Ирина Купченко)[1]
- Кинофестиваль «Амурская осень» (2004) — приз «За лучшую мужскую роль» (Андрей Кузичев)[1]
- Открытый российский кинофестиваль «Кинотавр» (2004) — номинация «Главный приз „Золотая роза“»
- Национальная премия «Золотой орёл» (2005) — номинация «Лучшая женская роль второго плана» (Ирина Купченко)[6]
- Кинопремия «Ника» (2005) — номинация «Лучшая женская роль второго плана» (Ирина Купченко)[7]
- Приз «Бронзовый витязь» XIV кинофорума «Золотой Витязь» (2005)[8]